# Játszótér
A játszótér általában közterületen elhelyezkedő, kikapcsolódásra, gyermekek szabadidejének eltöltésére alkalmas park, közterület vagy tér.

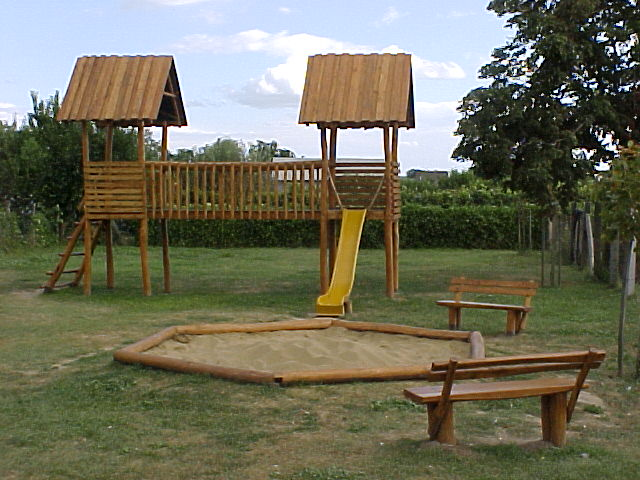
A ramocsaházai játszótér. A képen jól megfigyelhető a csúszda és a mászóka

## Régi korok játszóterei, játékai
Már az őskorban is mindig játszottak valamivel a gyerekek: apró csontocskákból, kövekből, gallyakból saját maguk készítettek játékokat. Később, mikor rájöttek, hogy a gyermekek a játékoknál semminek sem örülnek jobban, elkezdték gyártani őket. Az ókori Egyiptomban egy búgócsigához hasonló szerkezet és a karikafuttatás volt elterjedve a fiúgyermekeknél, a lányoknál pedig kisebb rongybabák – ekkoriban még szinte minden gyermekjáték agyagból készült. Nemsokára elterjedtek a társasjátékok, amelyeket a fiataloktól kezdve a legidősebbekig mindenki játszott.

### A XX. és XXI. századi játszóterek

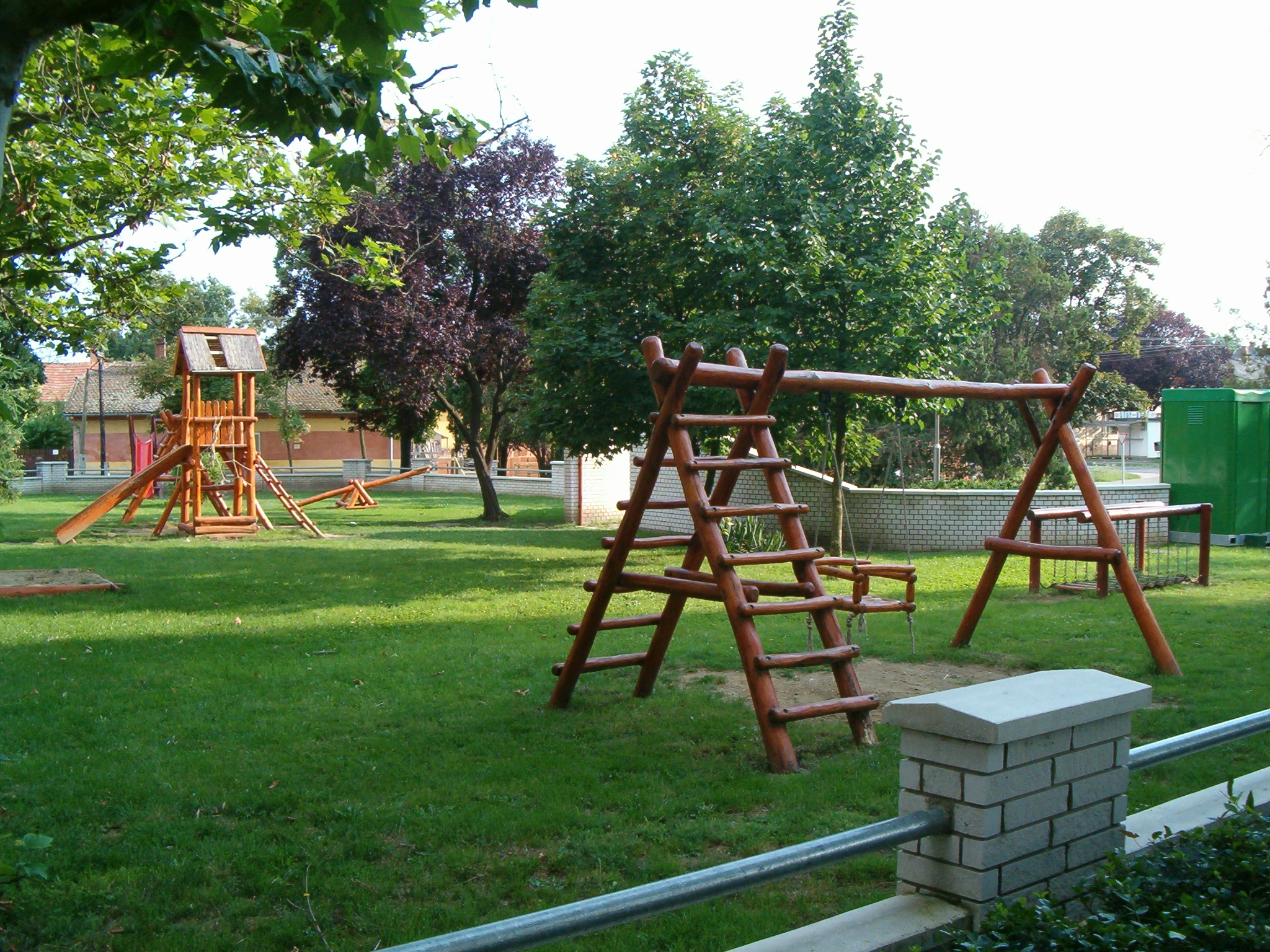
Kunmadaras játszótere

Az első angol nyilvános játszótér Manchesterben, egy parkban nyílt meg 1859-ben.
A legtöbb magyarországi játszótéren találunk csúszdát, mászókát, hintát. Régebben a játékokat fémből készítették, de ma már inkább a masszív fából készült játékok terjednek. Nyugat-Európában viszont egyre inkább leváltják a hagyományos csúszdát és hintát, helyette a különböző mászókák és akadálypályák a jellemzők. Magyarországon 2011-ben nyílt meg az első ökojátszótér a Margit-szigeten.

## Források

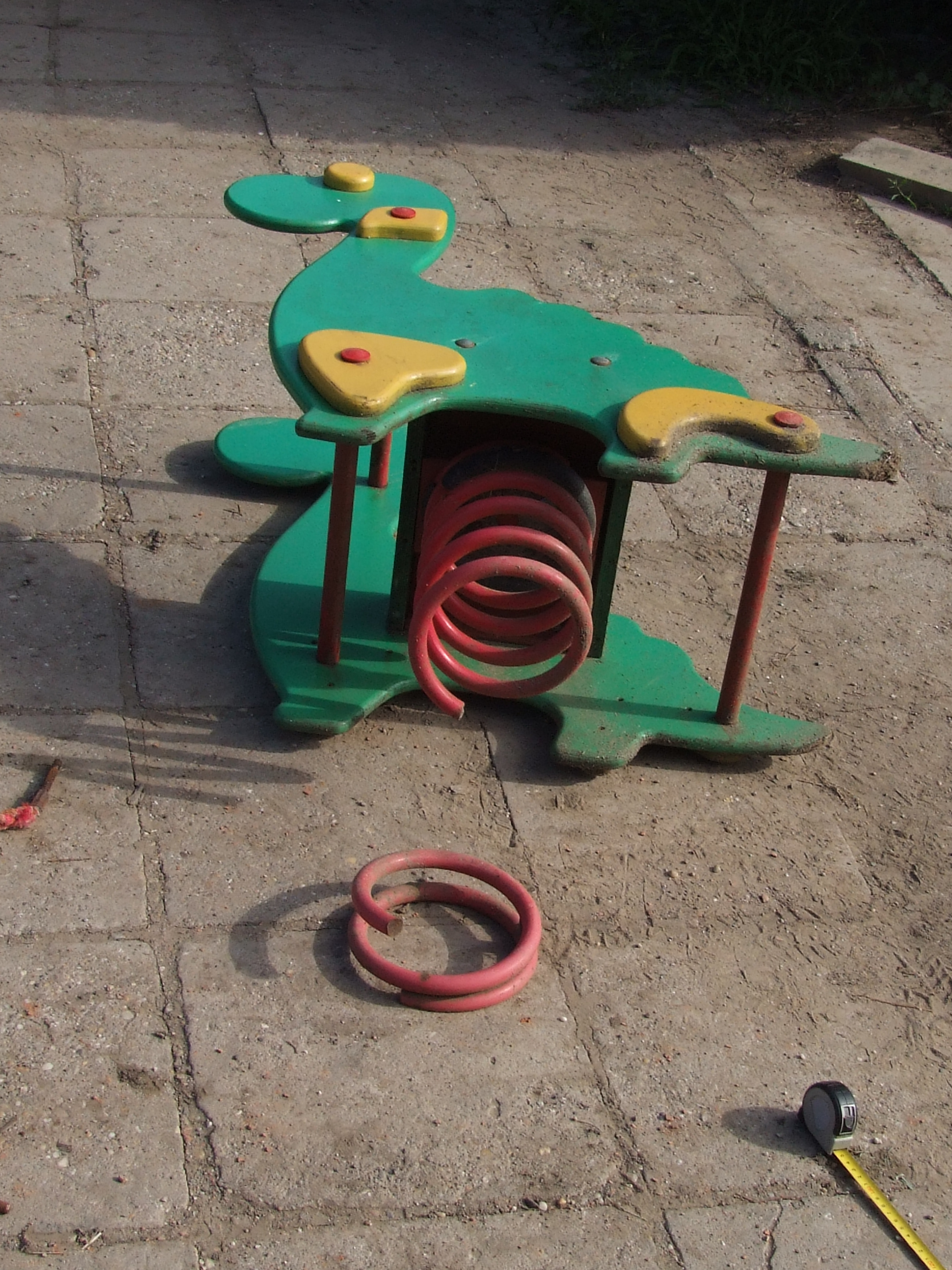
Kidőlt rugós játék felújítása